# Missouri City (Texas)
Missouri City é uma cidade localizada no estado norte-americano do Texas, no Condado de Fort Bend e Condado de Harris.

## Demografia
Segundo o censo norte-americano de 2000, a sua população era de 52.913 habitantes.
Em 2006, foi estimada uma população de 73.679, um aumento de 20766 (39.2%).

## Geografia
De acordo com o United States Census Bureau tem uma área de 78,8 km², dos quais 76,9 km² cobertos por terra e 1,9 km² cobertos por água. Missouri City localiza-se a aproximadamente 26 m acima do nível do mar.

## Localidades na vizinhança
O diagrama seguinte representa as localidades num raio de 12 km ao redor de Missouri City.